# North Road
North Road fue un estadio de fútbol y un campo de críquet que se encontraba en Newton Heath, Mánchester, Inglaterra. Fue el primer estadio utilizado por el Manchester United —en ese entonces conocido como Newton Heath Lancashire & Yorkshire Railway Football Club—, desde su fundación en 1878 hasta 1893, cuando el club se trasladó a un nuevo estadio en Clayton.
Inicialmente North Road solamente consistía en el campo de juego, sobre el cual se podían reunir alrededor de 12.000 espectadores. La adición de graderías aumentó la capacidad del recinto a 15.000 espectadores.  El club de fútbol contrató a sus primeros jugadores profesionales en 1886 y comenzó a distanciarse de la compañía ferroviaria que había fundado la institución, lo que finalmente llevó a que el club no pudo costear el arriendo del campo y fuese desalojado por sus dueños.